# Prunelli-di-Casacconi
Prunelli-di-Casacconi település Franciaországban, Haute-Corse megyében. Lakosainak száma 149 fő (2022. január 1.). Prunelli-di-Casacconi Campile, Lucciana, Monte, Olmo, Vignale és Volpajola községekkel határos.

## Népesség
A település népességének változása:
| Lakosok száma | 198  | 183  | 146  | 161  | 161  | 150  | 150  | 150  | 149  | 149  |
|               | 1968 | 1982 | 1990 | 2006 | 2011 | 2016 | 2017 | 2019 | 2020 | 2022 |